# Wark on Tyne
Wark on Tyne, üblicherweise einfach Wark genannt, ist eine kleine Ortschaft und Zivilgemeinde in Northumberland, 20 Kilometer westlich von Hexham.
Der Name stammt vom Wikinger-Begriff für Erdarbeiten und bezieht sich auf einen Mound im Süden des Dorfs, dem früheren Standort der Dorfhalle. 
Wark war früher der Hauptort von Tynedale.

## Persönlichkeiten
- John Hutchinson (1884–1972), Botaniker